# TAIEX
Інструмент технічної допомоги та обміну інформацією (TAIEX) (англ. Technical Assisstance and Information Exchange (TAIEX)) — це інструмент Генерального директорату з розширення Європейської Комісії. TAIEX допомагає країнам у процесі наближення, застосування та реалізації законодавства ЄС.
Головні завдання TAIEX:
- надання короткотермінової технічної допомоги і порад щодо впровадження законодавства ЄС в національне законодавство країн-бенефіціарів і щодо відповідного управління, імплементації та впровадження такого законодавства.
- технічне навчання і попередня допомога партнерам і зацікавленим особам країн-бенефіціарів ;
- інформаційне посередництво, що передбачає збір інформації і її доступність;
- надання інструментів баз даних для спрощення і моніторингу прогресу в наближенні та визначення потреб технічної допомоги.

Бенефіціарами допомоги TAIEX є як державні, так і приватні органи, які відіграють у країнах-бенефіціарах важливу роль у впровадженні, імплементації та реалізації законодавства ЄС. Головні цільові групи:
- державні службовці, що працюють у державних органах на національному та субнаціональному рівнях, та місцеві органи влади;
- судові та правозастосувальні органи;
- члени парламентів та державні службовці, які працюють у парламентах та законодавчих радах;
- професійні та комерційні асоціації, які представляють соціальних партнерів, а також представники торгових палат і асоціацій роботодавців;
- перекладачі, редактори законодавчих текстів.

TAIEX не надає прямої підтримки окремим громадянам чи індивідуальним компаніям.